# Barroco em Portugal
O estilo barroco desenvolveu-se em Portugal entre 1580 e 1756. Estabelece-se o ano de 1580 como o início do Barroco, data que ficou marcada pela morte de Camões, e também pela perda da autonomia de Portugal, que passou para o domínio espanhol. Na arquitetura seguiu-se com o mesmo modelo "herreriano e escurialense". O luxo manifestou-se sobretudo em elementos decorativos.

## Introdução histórica
N Europa vivia-se um forte sistema político absolutista, e o barroco português, conhecido por seiscentismo - assim chamado porque foi um estilo que começou
no final do século XVI - surgiu em Portugal devido à sucessiva união da Península Ibérica, motivando uma grande influência espanhola nessa época. Portugal encontra-se nesta época em profunda crise política, económica e de identidade social; provocada principalmente pela perda do trono para Filipe II de Espanha. A nobreza abandona as cidades, saindo para o campo, levando pequenas cortes consigo, desta forma tentando preservar a identidade sócio-cultural portuguesa. Fechados às influências de Espanha, encontram-se também fechados ao mundo. É nesta época que nasce a Arquitectura Chã.
Este estilo durou por cerca de dois séculos (finais do século XVII e século XVIII) e acabou por coincidir em parte com um período muito difícil e conturbado no panorama político, económico e social e, por conseguinte, crise cultural e artística, mas enquanto isso, vivia com os reinados dos reis D. João V (1706-1750) e D. José I (1750-1777), épocas de grandes importações de ouro e diamantes do Brasil com políticas absolutistas. Portugal era um país que atravessava uma enorme decadência, o que veio a se verificar durante os últimos vinte e cinco anos do século XVI. Nesta época, o comércio fez de Lisboa a capital da pimenta, apesar de a agricultura ter sido abandonada e das várias colónias portuguesas existentes— como o Brasil — não proporcionarem qualquer riqueza a curto prazo. Nesta época, devido a este conjunto de conhecimentos no âmbito cultural, surgiu o estilo barroco, numa época em que se verificou uma crise de valores renascentistas, que foi provocada pelas diversos conflitos religiosos e também grandes dificuldades económicas. Assim pode-se depreender que o já referido contexto assimétrico e rebuscado do Barroco é o reflexo do conflito existente do homem entre as coisas terrenas e as coisas celestiais, o homem e Deus, antropocentrismo (onde o homem está no centro) e o teocentrismo (onde Deus está no centro), o perdão e o pecado etc..
O Barroco como estilo arquitectónico exige dinheiro que Portugal não tinha, após a perda do nordeste do Brasil para os holandeses e a sua independência para a Espanha. A economia não era sustentável porque grande parte da riqueza nacional baseava-se no ouro e nas pedras vindas do Brasil, com as quais se comprava todos os bens de consumo que não eram produzidos no país. Só no fim do século XVII a crise económica do país melhora, remetendo, no entanto, para uma situação semelhante à do reinado de D. Manuel.
Na continuação da corrente absolutista vivida já no resto da Europa, D. Pedro II depõe o irmão D. Afonso VI, alegando-o incapaz de governar e de comandar o reino de Portugal.

## Arquitetura Barroca

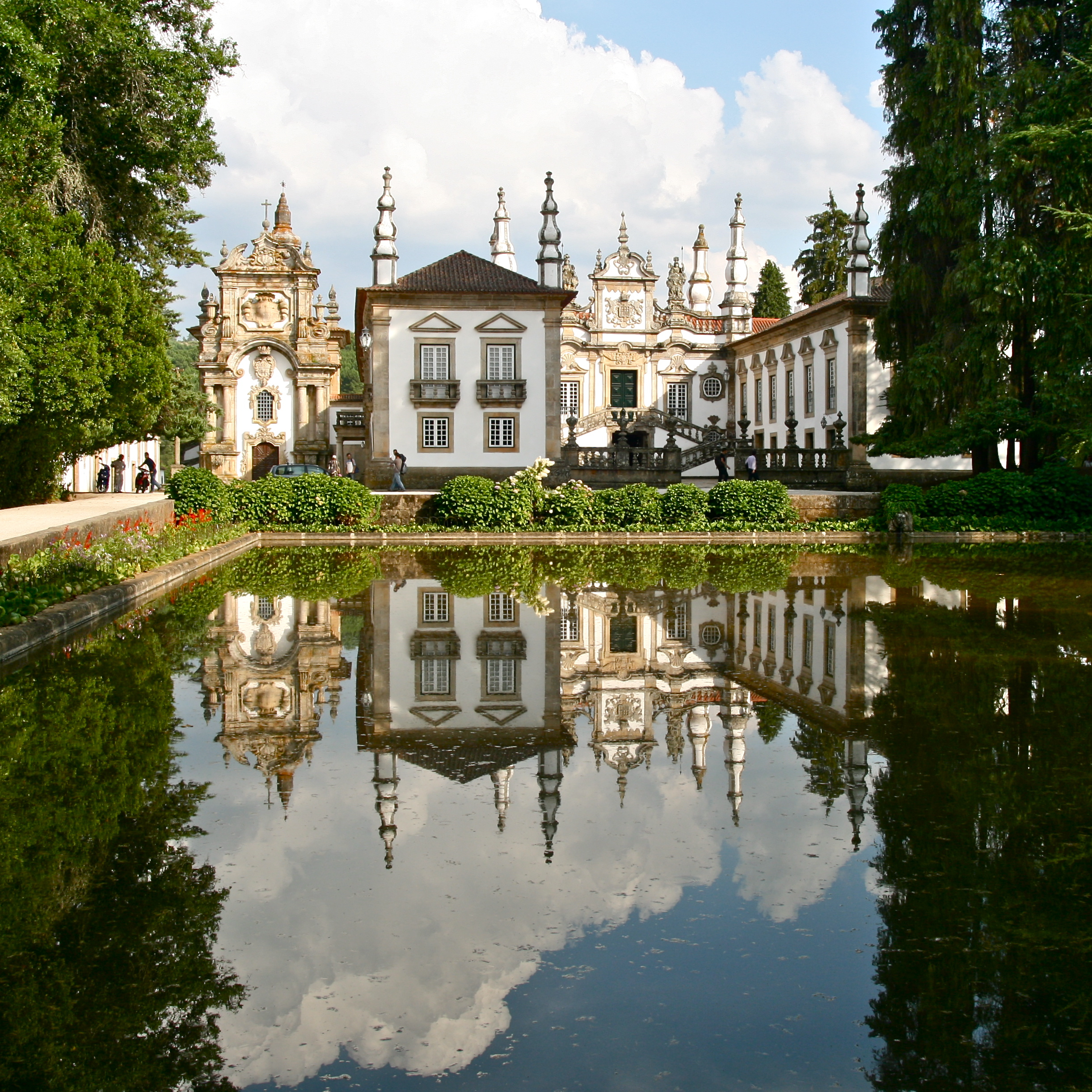
Palácio de Mateus presumivelmente desenhado pelo arquitecto Nicolau Nasoni no século XVIII, Vila Real.

A arquitetura barroca em Portugal tem uma situação muito particular e uma periodização diferente do resto da Europa. É condicionada por diversos factores políticos, artísticos e económicos que originam várias fases e diferentes tipos de influências exteriores, resultando numa mistura original, frequentemente mal compreendida por quem procura ver arte italiana, mas com formas e carácter próprios.
Inicia-se numa conjuntura complicada, com o esforço financeiro do reino canalizado para a guerra de independência, após 60 anos de reis espanhóis (D. Filipe I, II e III).
Outro factor fundamental é a existência da arquitectura Jesuítica, também a chamada Arquitectura Chã. São edifícios basilicais de nave única, capela-mor profunda, naves laterais transformadas em capelas interligadas (pequenas portas de comunicação), interior sem decoração e exterior com portal janelas e muito simples. É um tipo de edifício muito prático, permitindo ser construído por todo o império com pequenas adaptações, e pronto a receber decoração quando se pensar seras da época e o fausto a que o reino chegou. A talha dourada assume características nacionais e posteriormente "joaninas" devido à importância e riqueza dos programas decorativos. A pintura, escultura, artes decorativas e azulejo também atravessam uma época de grande desenvolvimento.
O barroco na verdade não sente grande falta de edifícios porque permite transformar através da talha dourada, (pintura, azulejo, etc.) espaços áridos em aparatosos cenários decorativos. O mesmo se poderia aplicar aos exteriores. Permitem posteriormente aplicar decoração ou simplesmente construir o mesmo tipo de edifício adaptando a decoração ao gosto da época e do local. Prático e económico.

### O Barroco

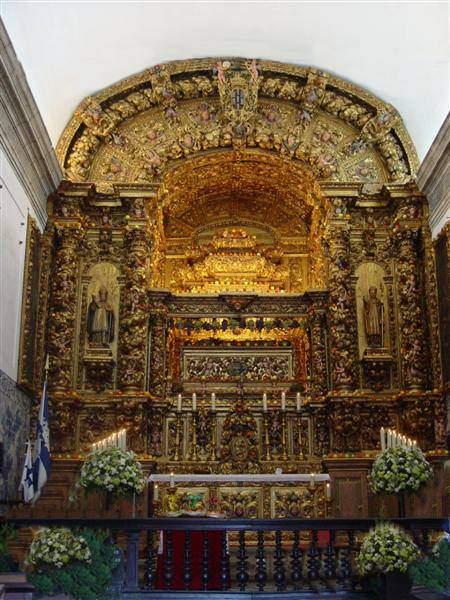
Talha dourada no interior da Sé de Braga

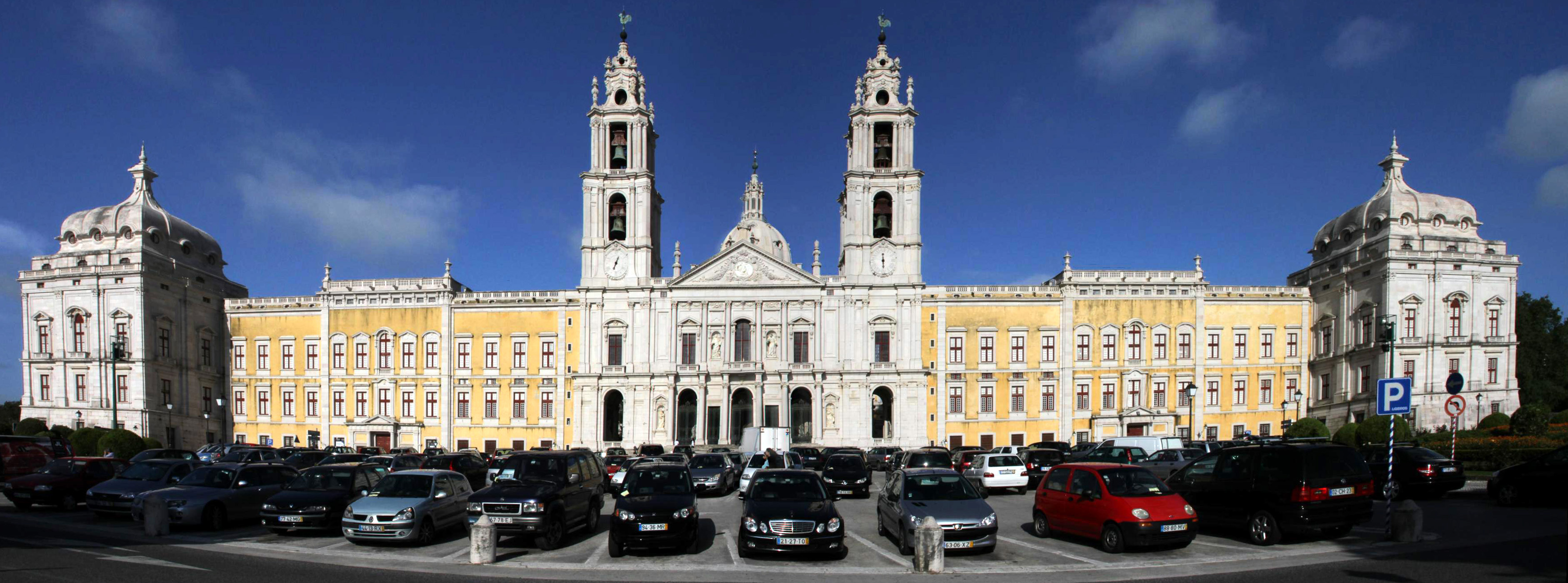
Palácio Nacional de Mafra em 2011

Após o final da guerra de restauração da independência e depois da crise de sucessão entre D. Afonso VI e D. Pedro II, Portugal estava pronto para o grande barroco. Inicia-se de modo tímido, fugindo aos modelos maneirista, tentando animar e modernizar as novas construções, recorrendo à planta centrada e a decorações menos austeras, destacando-se a Igreja de Santa Engrácia em Lisboa, de João Nunes Tinoco e João Antunes. Santa Engrácia é um edifício imponente, de formas curvas e geométricas, de planta centrada, coroado por uma imponente cúpula (terminada apenas no século XX), decorado por mármores coloridos e impondo-se à cidade.
No reinado de D. João V o barroco vive uma época de esplendor e riqueza completamente novas em Portugal. Apesar de o terremoto de 1755 ter destruído muitos edifícios, o que chegou aos nossos dias ainda é impressionante. O Paço da Ribeira, a Capela real (destruídos no terremoto) e o Palácio Nacional de Mafra, são as principais obras do rei. O Aqueduto das Águas Livres pretende trazer para Lisboa água numa distancia de cerca de 18 quilómetros, merecendo destaque o destroços sobre o vale de Alcântara devido à monumentalidade dos seus arcos originais e imponência do conjunto. No entanto, um pouco por todo o país são visíveis as marcas da época e o fausto a que o reino chegou. A talha dourada assume características nacionais e posteriormente “joaninas” devido à importância e riqueza dos programas decorativos. A pintura, escultura, artes decorativas e azulejo também atravessam uma época de grande desenvolvimento.

### Palácio de Mafra

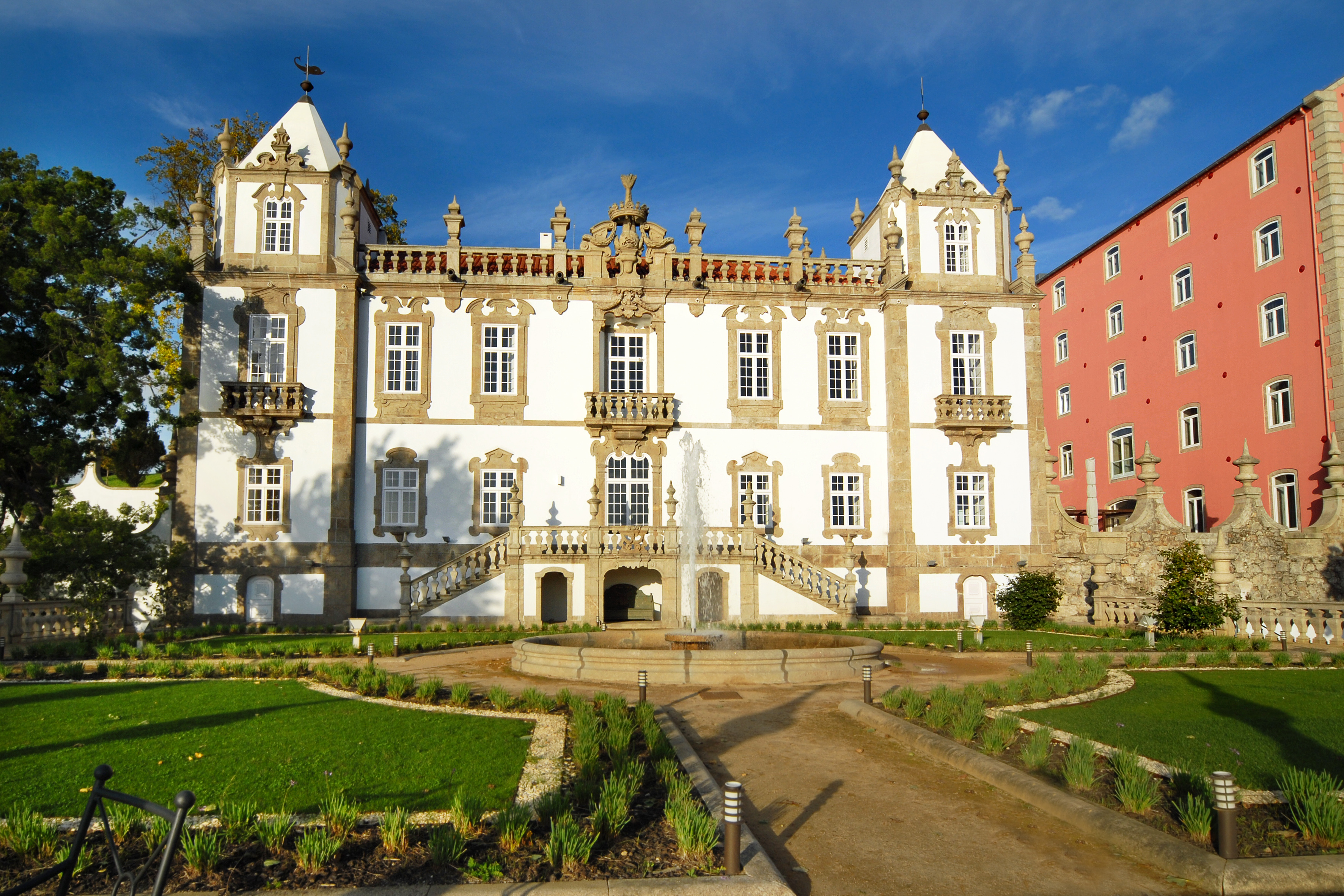
Fachada do Palácio do Freixo, no Porto

O Palácio Nacional de Mafra é o mais internacional dos edifícios barrocos portugueses e, no seguimento da moda entre os monarcas europeus. Constituído por um palácio real, uma basílica e um convento, resulta de uma promessa feita pelo rei em relação à sua sucessão. Com projecto de Johann Friedrich Ludwig), arquitecto alemão estabelecido em Portugal, inicia as obras em 1717 e termina em 1730. É um edifício imenso, possui na fachada dois torreões, inspirados no desaparecido torreão do Paço da Ribeira, com a basílica ao centro e duas torres sineiras dominadas por uma imponente cúpula. Por trás fica o mosteiro de modo a que não seja visto da rua. O conjunto é visível do mar, funcionando como um marco territorial, e utilizado como residência de verão da corte. Sabe-se que o rei queria construir uma igreja ainda maior que o Vaticano, mas ao saber que foi necessário mais de um século mudou de ideias. No seu conjunto além da basílica destacam-se, ainda, a biblioteca os seis órgãos da igreja e os dois carrilhões.

### Norte de Portugal
No norte de Portugal as construções barrocas são numerosas. Com mais população e maiores recursos económicos, o norte, nomeadamente as zonas do Porto e de Braga, assistiu a uma renovação arquitectónica, visível numerosa lista de igrejas conventos e palácios da aristocracia. A cidade do Porto (classificada património da humanidade pela UNESCO) é a cidade do barroco. Destaca-se a obra do muito produtivo Nicolau Nasoni, arquitecto italiano radicado em Portugal, e edifícios originais e de bom enquadramento cenográfico como a igreja e torre dos Clérigos, a galilé da Sé do Porto, Igreja da Misericórdia do Porto, Palácio de São João Novo, Palácio do Freixo, Paço Episcopal do Porto, Igreja do Bom Jesus da Cruz em Barcelos e muitos outros.

## Literatura barroca em Portugal
A literatura barroca portuguesa foi impressa(prima) principalmente em duas antologias: Fénix Renascida e Postilhão de Apolo, que reuniu autores como: D. Francisco Manuel de Melo, Jerónimo Baía, Soror Violante do Céu, António da Fonseca Soares (Frei António das Chagas), D. Tomás de Noronha, Diogo Camacho  e António Barbosa Bacelar, Eusébio de Matos, Bernardo Vieira Ravasco, Francisco Rodrigues Lobo e D. Francisco Xavier de Meneses, entre outros.
Além desses poetas, destaca-se igualmente o padre Antônio Vieira, que participa tanto da história da literatura portuguesa quanto da literatura brasileira, e a escritora sóror Mariana Alcoforado.

### Padre António Vieira (1608 – 1697)
Nasceu em Lisboa, em 1608. Aos seis anos veio com a família para a Bahia, iniciando seus estudos no Colégio dos Jesuítas. Aos 21 anos já era professor de Teologia no Colégio de Salvador. Em 1640, quando Portugal libertou-se do domínio espanhol, Vieira voltou para a terra natal. Adquiriu grande prestígio junto à Corte e foi nomeado pregador régio. Atacado pela Inquisição por defender os judeus, volta ao Brasil em 1652, estabelecendo-se como chefe de uma missão no Maranhão. Por combater a escravidão a que os colonos portugueses submetiam os indígenas, ele e os demais jesuítas da missão foram expulsos do Maranhão em 1661. Vieira finalmente caiu nas mãos da Inquisição: cassaram-lhe o direito de pregar e, mais tarde, condenaram o jesuíta à prisão domiciliar. Suspensa a pena graças à intervenção do rei de Portugal, partiu Vieira para Roma, onde solicitaria a anulação de seu processo. Numa breve passagem por Portugal, concluiu que jamais recuperaria o prestígio junto à Corte. Voltou para o Brasil em caráter definitivo, dedicando-se à obra de catequese e conversão. Sua atuação política, intimamente associada à sua obra, centralizou-se na defesa dos judeus, negros e índios. Morreu em 1697, em Salvador.
A obra do padre Vieira compreende obras de profecia, cartas e sermões.
Obras de Profecia
História do Futuro e Esperanças de Portugal são duas obras proféticas publicadas. Partindo de uma interpretação da Bíblia, Vieira formula profecias para sua pátria.
Cartas
Nessa obra, de interesse documental, Vieira trata de diversos assuntos relacionados à sua atuação e à questões políticas do momento em que vivia no Brasil.
Sermões
O sermão é uma prática religiosa antiga. É uma espécie de discurso religioso que antigamente, na época do Padre António Vieira, era feito no púlpito. Normalmente discute os dogmas da religião, visando comover, ensinar e persuadir o ouvinte, que encontra-se apto para um reencontro com Deus. Geralmente os sermões eram longos e muito bem elaborados. Na atualidade eles são recitados em no máximo 20 minutos pelos padres.
Constituem a melhor parte da obra de Vieira. São quinze volumes, compreendendo mais de duzentos sermões.
Essas pregações religiosas refletem a essência do estilo barroco: a tentativa de expor uma síntese da dualidade do homem, ser composto de matéria (corpo), e espírito (alma).

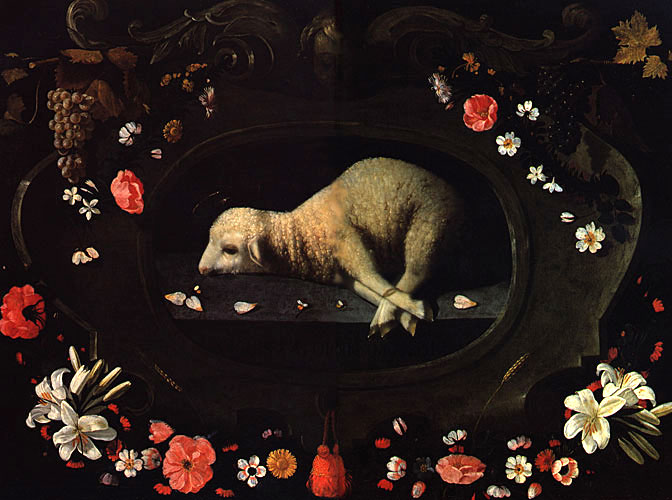
Cordeiro Pascal pintura de Josefa de Óbidos (1630 — 1684)

São bastante conhecidos os seguintes sermões:
a) Sermão da Sexagésima – de caráter metalinguístico, pois trata da própria arte de pregar.
b) Sermão pelo bom-sucesso das armas de Portugal contra as de Holanda – cujo tema é a invasão holandesa de 1640. Vieira toma partido, obviamente, dos portugueses, contra os holandeses, que eram protestantes.
c) Sermão de santo António – também conhecido como Sermão aos peixes, que versa sobre a escravidão indígena efetivada pelos colonos europeus.
Os sermões do padre Vieira buscam arrebatar o ouvinte para despertar sua consciência, convidando-o a pensar e agir. Visando a este objetivo, o jesuíta geralmente estabelece analogias entre o presente vivo e a Bíblia.